# Luis Felipe Fabre
Luis Felipe Fabre es un poeta, ensayista, profesor de literatura y editor mexicano. Es conocido por sus poemas recopilados en Cabaret Provenza (2007), su libro La sodomía en la Nueva España (2010) y su ensayo Escribir con caca (2017).

## Trayectoria
Luis Felipe Fabre nació en la Ciudad de México en 1974. Estudió la carrera de comunicación en la Universidad Iberoamericana y realizó estudios de literatura hispanoamericana y española en la Universidad de Salamanca.
Fue becario del Fondo Nacional para la Cultura y las Artes para jóvenes creadores en los periodos 2004–2005 y 2007-2008.
Luis Felipe Fabre es editor en la revista de arte contemporáneo Galleta China e imparte clases de literatura en la Universidad Iberoamericana. Asimismo, Fabre ha participado en varios festivales internacionales de poesía como el Maicromashin Poetic Festival en España (2009), Poquita Fe en 2008, Tercer Encuentro de Poesía Latinoamericana Actual en Chile, Latinale, Mobiles Lateinamerikanisches Poesiefestival en Alemania (2008), Festival Internacional de Poesía de Rosario (Argentina) (2011) y en el Festival Internacional Cervantino en México (2015).

## Análisis de Obra
Luis Felipe Fabre reunió toda su poesía escrita entre 1996 y 2006 en un libro llamado Cabaret Provenza (2007). También publicó un volumen de ensayo: Leyendo agujeros (2005), un libro de poesía llamado La sodomía en la Nueva España (2010) y una antología de nueva poesía mexicana llamada Divino Tesoro (2008). En 2008, Achiote Press tradujo y publicó una colección de sus poemas titulada "La Luna no es más que un plato roto" (The moon ain't nothing but a broken dish).
En 2013 presentó su libro "Poemas de Terror y de Misterio". Este trabajo rompió con las formas tradicionales de hacer poesía. En su obra, Fabre muestra al monstruo de la historia como espejo de uno mismo y del momento histórico. Entre los temas que se abordan en su obra se encuentran las narraciones policíacas, crímenes y cultura popular. "Poemas de Terror y de Misterio" tiene una fuerte influencia cinematográfica debido a que Fabre tiene un gran gusto por el cine. Otro tema controversial es la presencia de la poeta Sor Juana Inés de la Cruz en sus poemas.
 

Fabre ha declarado que lo que intenta hacer con su escritura es "tocar el mundo" y lo hace a través de las palabras porque "es otro sentido que nos conduce a entender el mundo". El poeta remarcó en una entrevista a la agencia de noticias Notimex lo que para él significa la poesía:
"La poesía es también un sentido más para percibir la realidad: vista, olfato, tacto, oído-poesía, porque hay cosas de la realidad que no entendería si no fuese por la poesía."
Además, se interesa en la astrología, que forma parte de su filosofía.

## Obras
- Poeta griego arcaico (Sexto Piso, 2024)[8]
- Declaración de las canciones oscuras (2019)
- Escribir con caca (2017)
- Poemas de Terror y de Misterio (2013)
- La sodomía en la Nueva España (2010)
- Cabaret Provenza (2007)
- Leyendo agujeros. Ensayos sobre (des)escritura, antiescritura y no escritura (2005)

## Premios
Su obra ha sido reconocida con los premios Punto de Partida, Plural  y José Revueltas. En el 2020 ganó el Premio Iberoamericano de Novela Elena Poniatowska con el libro Declaración de las canciones oscuras.